# كأس الأمم الإفريقية 2013
كان كأس الأمم الإفريقية 2013، المعروف أيضًا ب‍كأس الأمم الإفريقية أورانج لجنوب إفريقيا 2013 لأسباب تتعلق بالكفالة، الذي عقد في الفترة من 19 يناير إلى 10 فبراير 2013، بطولة كأس الأمم الإفريقية التاسعة والعشرين، وهي بطولة إفريقيا لكرة القدم التي ينظمها الاتحاد الإفريقي لكرة القدم. وبدءًا من هذه الدورة تحولت البطولة لتعقد في السنوات الفردية بدلًا من الأعوام ذات الأرقام المزدوجة حتى لا تصطدم مع كأس العالم لكرة القدم.
استضافت جنوب إفريقيا البطولة للمرة الثانية بعد أن استضافت في السابق كأس الأمم الإفريقية 1996. تعد بطولة 2013 أعلى طبعة حضوراً في كأس الأمم الإفريقية تحت الشكل السابق المكون من 16 فريقًا. وقد أخرجت مالي المنتخب الجنوب إفريقي من الدور ربع النهائي بعد أن شهدت المباراة ركلات جزاء ترجيحية. وكانت زامبيا هي حاملة اللقب، لكنها خرجت من مرحلة المجموعات.
فازت نيجيريا بالبطولة الثالثة بانتصارها على بوركينا فاسو 1–0 في النهائي. شاركت نيجيريا في بطولة كأس القارات 2013 في البرازيل كممثل عن الاتحاد الإفريقي لكرة القدم.

## قائمة العروض المختصرة
العروض:
- أنغولا
- الغابون /  غينيا الاستوائية
- ليبيا
- نيجيريا

العروض المرفوضة:
- بنين /  جمهورية أفريقيا الوسطى
- بوتسوانا
- موزمبيق
- ناميبيا
- السنغال
- زيمبابوي

في 4 سبتمبر 2006، وافق الاتحاد الإفريقي لكرة القدم على حل وسط بين البلدان المتنافسة لاستضافة كأس الأمم الإفريقية بعد أن استبعد نيجيريا. وقد وافق الاتحاد الإفريقي على منح الطبعات الثلاث التالية من عام 2010 إلى أنغولا والغابون وغينيا الاستوائية وليبيا على التوالي. وكلف أنغولا في عام 2010 وغينيا الاستوائية والغابون، التي قدمت عرضًا مشتركًا في عام 2012، وليبيا لعام 2013. وقد منحت هذه النسخة إلى ليبيا للمرة الثانية بعد كأس الأمم الإفريقية 1982. ولكن تم سحب الاستضافة منها لاحقًا ونقلها لجنوب إفريقيا بسبب الحرب الأهلية الليبية.
وتعتبر نيجيريا المضيفة سابقًا مرتين البلد المضيف الاحتياطي لبطولات 2010 و2012 و2013، في حالة فشل أي من البلدان المضيفة في تلبية المتطلبات التي حددها الاتحاد الإفريقي.
وتم دفع عجلة بطولة 2014 إلى 2013 وعقدت بعد ذلك في السنوات الفردية لتجنب تصادم الأعوام مع كأس العالم لكرة القدم.

### الانسحاب الليبي
بسبب الحرب الأهلية الليبية، تبادلت ليبيا السنوات مع جنوب أفريقيا، بحيث إستضافت جنوب أفريقيا عام 2013 واستضافت ليبيا عام 2017. وقد تم التصديق على هذا في سبتمبر 2011 في اجتماع اللجنة التنفيذية للاتحاد الأفريقي في القاهرة، مصر.

## التأهل

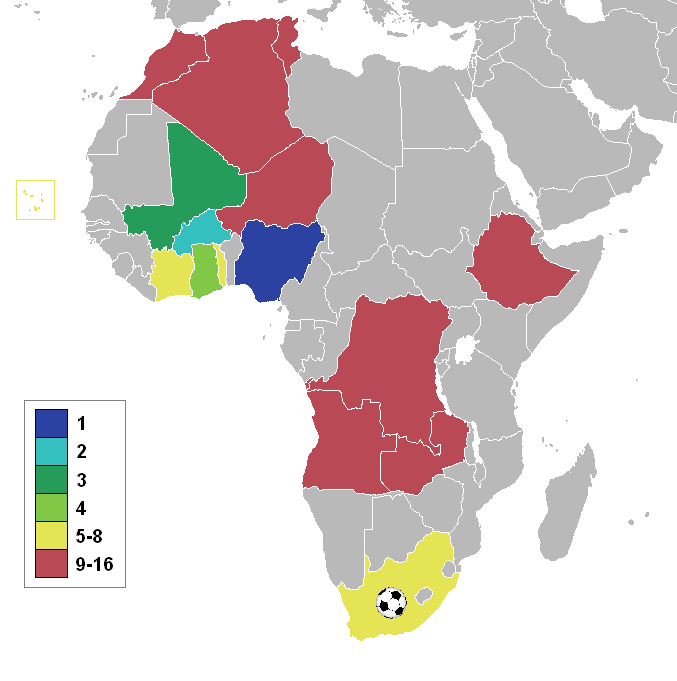
خريطة لإفريقيا تبين الأمم المؤهلة، تبرز المرحلة التي وصلت إليها.

دخل ما مجموعه 47 بلدًا في هذا التأهيل، بما في ذلك جنوب إفريقيا، التي تأهلت تلقائيًا. لم يسمح لليبيا بالاحتفاظ بتأهيلها التلقائي بعد تجريدها من حقوقها في الاستضافة بسبب الحرب الأهلية الليبية. وعادت فرق كثيرة إلى النهائيات في هذه البطولة. وعادت المضيفة جنوب إفريقيا بعد غياب دام 4 سنوات. وظهرت إثيوبيا للمرة الأولى منذ عام 1982 (غياب لمدة 31 عامًا). الفرق الأخرى الغائبة عن نهائيات 2012 التي ظهرت في عام 2013 كانت نيجيريا وتوغو وجمهورية الكونغو الديمقراطية والجزائر. منتخب الرأس الأخضر ظهر لأول مرة في النهائيات. وقد كانت الفرق التي لم تتأهل لهذه البطولة من كأس الأمم الإفريقية لعام 2012 هي كل من المضيفين المشاركين، الغابون وغينيا الاستوائية وليبيا والسنغال والسودان وغينيا وبوتسوانا. كان جنوب السودان غير مؤهل للمشاركة حيث بدأت المنافسة المؤهلة بالفعل بحلول الوقت الذي تم فيه تأكيد عضويتها في الاتحاد الإفريقي.

### المنتخبات المؤهلة
| البلد                       | تأهل ك                                  | تاريخ التأهل   | مشاركات سابقة في المسابقة†                                                                                            |
| --------------------------- | --------------------------------------- | -------------- | --- |
| جنوب إفريقيا                | المضيف                                  | 28 سبتمبر 2011 | 7 (1996، 1998، 2000، 2002، 2004، 2006، 2008)                                                                          |
| غانا                        | فائز المواجهة ضد مالاوي                 | 13 أكتوبر 2012 | 18 (1963، 1965، 1968، 1970، 1978، 1980، 1982، 1984، 1992، 1994، 1996، 1998، 2000، 2002، 2006، 2008، 2010، 2012)       |
| مالي                        | فائز المواجهة ضد بوتسوانا               | 13 أكتوبر 2012 | 7 (1972، 1994، 2002، 2004، 2008، 2010، 2012)                                                                          |
| زامبيا                      | فائز المواجهة ضد أوغندا                 | 13 أكتوبر 2012 | 15 (1974، 1978، 1982، 1986، 1990، 1992، 1994، 1996، 1998، 2000، 2002، 2006، 2008، 2010، 2012)                         |
| نيجيريا                     | فائز المواجهة ضد ليبيريا                | 13 أكتوبر 2012 | 16 (1963، 1976، 1978، 1980، 1982، 1984، 1988، 1990، 1992، 1994، 2000، 2002، 2004، 2006، 2008، 2010)                   |
| تونس                        | فائز المواجهة ضد سيراليون               | 13 أكتوبر 2012 | 15 (1962، 1963، 1965، 1978، 1982، 1994، 1996، 1998، 2000، 2002، 2004، 2006، 2008، 2010، 2012)                         |
| ساحل العاج                  | فائز المواجهة ضد السنغال                | 13 أكتوبر 2012 | 19 (1965، 1968، 1970، 1974، 1980، 1984، 1986، 1988، 1990، 1992، 1994، 1996، 1998، 2000، 2002، 2006، 2008، 2010، 2012) |
| المغرب                      | فائز المواجهة ضد موزمبيق                | 13 أكتوبر 2012 | 14 (1972، 1976، 1978، 1980، 1986، 1988، 1992، 1998، 2000، 2002، 2004، 2006، 2008، 2012)                               |
| إثيوبيا                     | فائز المواجهة ضد السودان                | 14 أكتوبر 2012 | 9 (1957، 1959، 1962، 1963، 1965، 1968، 1970، 1976، 1982)                                                              |
| الرأس الأخضر                | فائز المواجهة ضد الكاميرون              | 14 أكتوبر 2012 | 0 (الظهور الأول) |
| أنغولا                      | فائز المواجهة ضد زيمبابوي               | 14 أكتوبر 2012 | 6 (1996، 1998، 2006، 2008، 2010، 2012)                                                                                |
| النيجر                      | فائز المواجهة ضد غينيا                  | 14 أكتوبر 2012 | 1 (2012) |
| توغو                        | فائز المواجهة ضد الغابون                | 14 أكتوبر 2012 | 6 (1972، 1984، 1998، 2000، 2002، 2006)                                                                                |
| جمهورية الكونغو الديمقراطية | فائز المواجهة ضد غينيا الاستوائية       | 14 أكتوبر 2012 | 15 (1965، 1968، 1970، 1972، 1974، 1976، 1988، 1992، 1994، 1996، 1998، 2000، 2002، 2004، 2006)                         |
| بوركينا فاسو                | فائز المواجهة ضد جمهورية أفريقيا الوسطى | 14 أكتوبر 2012 | 8 (1978، 1996، 1998، 2000، 2002، 2004، 2010، 2012)                                                                    |
| الجزائر                     | فائز المواجهة ضد ليبيا                  | 14 أكتوبر 2012 | 14 (1968، 1980، 1982، 1984، 1986، 1988، 1990، 1992، 1996، 1998، 2000، 2002، 2004، 2010)                               |

† العريض تشير إلى بطل في تلك السنة
† المائل يشير إلى مضيف

## الأماكن

### المدن المضيفة
فتح اتحاد كرة القدم الجنوب إفريقي باب تقديم العطاءات أمام جميع المدن المضيفة لكأس العالم 2010، إلا أنه سيتم استخدام سبعة ملاعب كحد أقصى. وكان من المقرر في البداية الإعلان عن القائمة النهائية للملاعب بحلول 30 مارس، ولكن أُرجئت إلى 4 أبريل و20 أبريل ثم 3 مايو 2012.
وقد أعلن عن هذه المواقع في 4 مايو 2012. واستضاف ملعب البنك الوطني الأول المباراة الافتتاحية والنهائي. أما الأماكن الأخرى التي تم اختيارها للمباريات فكانت ملعب مبومبيلا وملعب نيلسون مانديلا باي وملعب رويال بافوكينغ وملعب موزيس مابيدا.
| جوهانسبرغ1                                                                                 | جوهانسبرغ1                                             | ديربان1                                        | ديربان1                                       | بورت إليزابيث1                                | بورت إليزابيث1                                |
| ------------------------------------------------------------------------------------------ | ------------------------------------------------------ | ---------------------------------------------- | --------------------------------------------- | --------------------------------------------- | --------------------------------------------- |
| ملعب البنك الوطني الأول23                                                                  | ملعب البنك الوطني الأول23                              | ملعب موزيس مابيدا                              | ملعب موزيس مابيدا                             | ملعب نيلسون مانديلا باي                       | ملعب نيلسون مانديلا باي                       |
| 26°14′5.27″S 27°58′56.47″E / 26.2347972°S 27.9823528°E                                     | 26°14′5.27″S 27°58′56.47″E / 26.2347972°S 27.9823528°E | 29°49′46″S 31°01′49″E / 29.82944°S 31.03028°E  | 29°49′46″S 31°01′49″E / 29.82944°S 31.03028°E | 33°56′16″S 25°35′56″E / 33.93778°S 25.59889°E | 33°56′16″S 25°35′56″E / 33.93778°S 25.59889°E |
| السعة: 94,700                                                                              | السعة: 94,700                                          | السعة: 54,0004                                 | السعة: 54,0004                                | السعة: 48,000                                 | السعة: 48,000                                 |
|                                                                                            |                                                        |                                                |                                               |                                               |                                               |
| جوهانسبرغ ديربان · بورت إليزابيث روستنبرغ نيلسبرويتكأس الأمم الإفريقية 2013 (جنوب أفريقيا) |                                                        |                                                |                                               |                                               |                                               |
| نيلسبرويت                                                                                  | نيلسبرويت                                              | نيلسبرويت                                      | روستنبرغ                                      | روستنبرغ                                      | روستنبرغ                                      |
| 25°27′42″S 30°55′47″E / 25.46172°S 30.929689°E                                             | 25°27′42″S 30°55′47″E / 25.46172°S 30.929689°E         | 25°27′42″S 30°55′47″E / 25.46172°S 30.929689°E | 25°34′43″S 27°09′39″E / 25.5786°S 27.1607°E   | 25°34′43″S 27°09′39″E / 25.5786°S 27.1607°E   | 25°34′43″S 27°09′39″E / 25.5786°S 27.1607°E   |
| ملعب مبومبيلا                                                                              | ملعب مبومبيلا                                          | ملعب مبومبيلا                                  | ملعب رويال بافوكينغ                           | ملعب رويال بافوكينغ                           | ملعب رويال بافوكينغ                           |
| السعة: 41,000                                                                              | السعة: 41,000                                          | السعة: 41,000                                  | السعة: 42,000                                 | السعة: 42,000                                 | السعة: 42,000                                 |
|                                                                                            |                                                        |                                                |                                               |                                               |                                               |

- ^1مدينة مضيفة أثناء كأس الأمم الأفريقية 1996
- ^2أستاد/موقع استخدم أثناء كأس الأمم الأفريقية 1996
- ^3"كـ"الملعب الوطني"
- ^4الاستاد قابل للتوسع
- ^5جميع القدرات الاستيعابية تقريبية

### أماكن التدريب
| المدينة المضيفة | الأماكن                                                                          |
| --------------- | -------------------------------------------------------------------------------- |
| ديربان          | حديقة دربان للشعوب، ملعب الملك زويليتيني، ملعب الأميرة ماغوغو                    |
| جوهانسبرغ       | ملعب دوبسونفيل، ملعب ميلبارك، ملعب أورلاندو، ملعب راند                           |
| نيلسبرويت       |                                                                                  |
| بورت إليزابيث   | ملعب غيلفاندال، ملعب جامعة نيلسون مانديلا الحضرية، ويستبورن البيضاوي، ملعب زوايد |
| روستنبرغ        |                                                                                  |

## كرة المباريات
الكرة الرسمية لمباريات كأس الأمم الإفريقية 2013 صنعت بواسطة أديداس، واسمها كاتليغو، أي "نجاح" بلغة سوثو. وقد اختار هذا الاسم مشجعو كرة القدم الأفارقة من خلال مسابقة تصويت على الإنترنت حيث تغلب على أسماء بديلة هي كانيا (ضوء) وموتسواكو (خليط).

## التميمة
كانت التميمة الرسمية للبطولة تاكوما، وهو فرس نهر يرتدي زي رياضي ملون بالأصفر والأخضر الألوان الرسمية لجنوب إفريقيا. صمم التميمة توملو نكوانا، وهو طالب جنوب إفريقي يبلغ من العمر 13 عامًا من هامانسكرال في خاوتينغ.

## القرعة
جرت قرعة البطولة النهائية في 24 أكتوبر 2012 في ديربان. وقد تم بالفعل تعيين الموقعين ألف1 وجيم1 للمستضيف (جنوب إفريقيا) وحامل اللقب (زامبيا) على التوالي. أما المنتخبات الـ14 المؤهلة الأخرى فقد تم ترتيبها بناء على عروضها خلال كأس الأمم الإفريقية الثلاثة الأخيرة، أي طبعات 2008 و2010 و2012.
| تصنيف                                      | النقاط الممنوحة |
| ------------------------------------------ | --------------- |
| الفائز                                     | 7               |
| مركز الوصيف                                | 5               |
| المتبارين الخاسرين الذين بلغوا نصف النهائي | 3               |
| المتبارين الخاسرين الذين بلغوا ربع النهائي | 2               |
| أزيح في الجولة الأولى                      | 1               |

وعلاوة على ذلك، أعطي معامل مرجح للنقاط لكل من الطبعات الثلاث الأخيرة من كأس الأمم الإفريقية على النحو التالي:
- طبعة 2012: نقاط مضروبة في 3
- طبعة 2010: نقاط مضروبة في 2
- طبعة 2008: نقاط مضروبة ب1

ثم قسمت الفرق إلى أربع أواني على أساس الترتيب. وتحتوي كل مجموعة على فريق واحد من كل وعاء.
| الوعاء 1 | الوعاء 2                                                             | الوعاء 3                                                                     | الوعاء 4                                                                                        |
| --- | -------------------------------------------------------------------- | ---------------------------------------------------------------------------- | ----------------------------------------------------------------------------------------------- |
| جنوب إفريقيا (المضيف؛ تم تعيينه لـ أ1) · زامبيا (حامل اللقب؛ تم تعيينه لـ ج1) · غانا (22 نقطة) · ساحل العاج (22 نقطة) | مالي (12 نقطة) · تونس (10 نقاط) · أنغولا (9 نقاط) · نيجيريا (8 نقاط) | الجزائر (6 نقاط) · بوركينا فاسو (5 نقاط) · المغرب (4 نقاط) · النيجر (3 نقاط) | توغو (نقطتين) · الرأس الأخضر (0 نقاط) · جمهورية الكونغو الديمقراطية (0 نقاط) · إثيوبيا (0 نقاط) |

## المسؤولين عن المباريات
تم اختيار الحكام التاليين لكأس الأمم الإفريقية 2013.
الحكام
| - محمد بنوزة - جمال حيمودي - سيدي أليوم - نوماندييز دوي - جهاد جريشة - إريك أوتوغو-كاستان | - باكاري غاساما - سيلفستر كيروا - حمادة نامبياندرازا - كومان كوليبالي - علي لمغيفري - راجيندرابارساد سيتشورن | - بوشعيب الأحرش - بادارا دياتا - برنارد كاميل - دانييل بينيت - سليم الجديدي - جاني سيكازوي |

الحكام المساعدون
| - عبد الحق آيت شعلي - جيرسون إميليانو دوس سانتوس - جان-كلود بيروموشاهو - إيفاريست مينكواندي - يانوسا موسى - يو سونغيفولو - أنغيسوم أوغباماريام | - تيوفيل فينغا - مالك أليدو ساليفو - ماروا رانغي - بالا ديارا - رضوان عشيق - أرسينيو تشادريكي مارينغولا - بيتر إديبي | - فيليسيان كاباندا - جبريل كامارا - الحاجي مالك سامبا - زاكيلي سيويلا - علي وليد أحمد - بشير حساني - أنور هميلة |

## مرحلة المجموعات
تم إصدار جدول البطولة النهائية في 8 سبتمبر 2012.
كسر التعادل
إذا أنهى فريقان أو أكثر مرحلة المجموعات بنفس عدد النقاط، يتم تحديد ترتيبهم حسب المعايير التالية:
1. النقاط المكتسبة في المباريات بين الفرق المعنية؛
2. فرق الأهداف في المباريات بين الفرق المعنية؛
3. عدد الأهداف المسجلة في المباريات بين الفرق المعنية؛
4. فرق الهدف في جميع مباريات المجموعة؛
5. عدد الأهداف المسجلة في جميع مباريات المجموعة؛
6. نظام نقاط اللعب النظيف مع مراعاة عدد البطاقات الصفراء والحمراء؛
7. سحب القرعة من قبل اللجنة المنظمة.

### المجموعة ألف

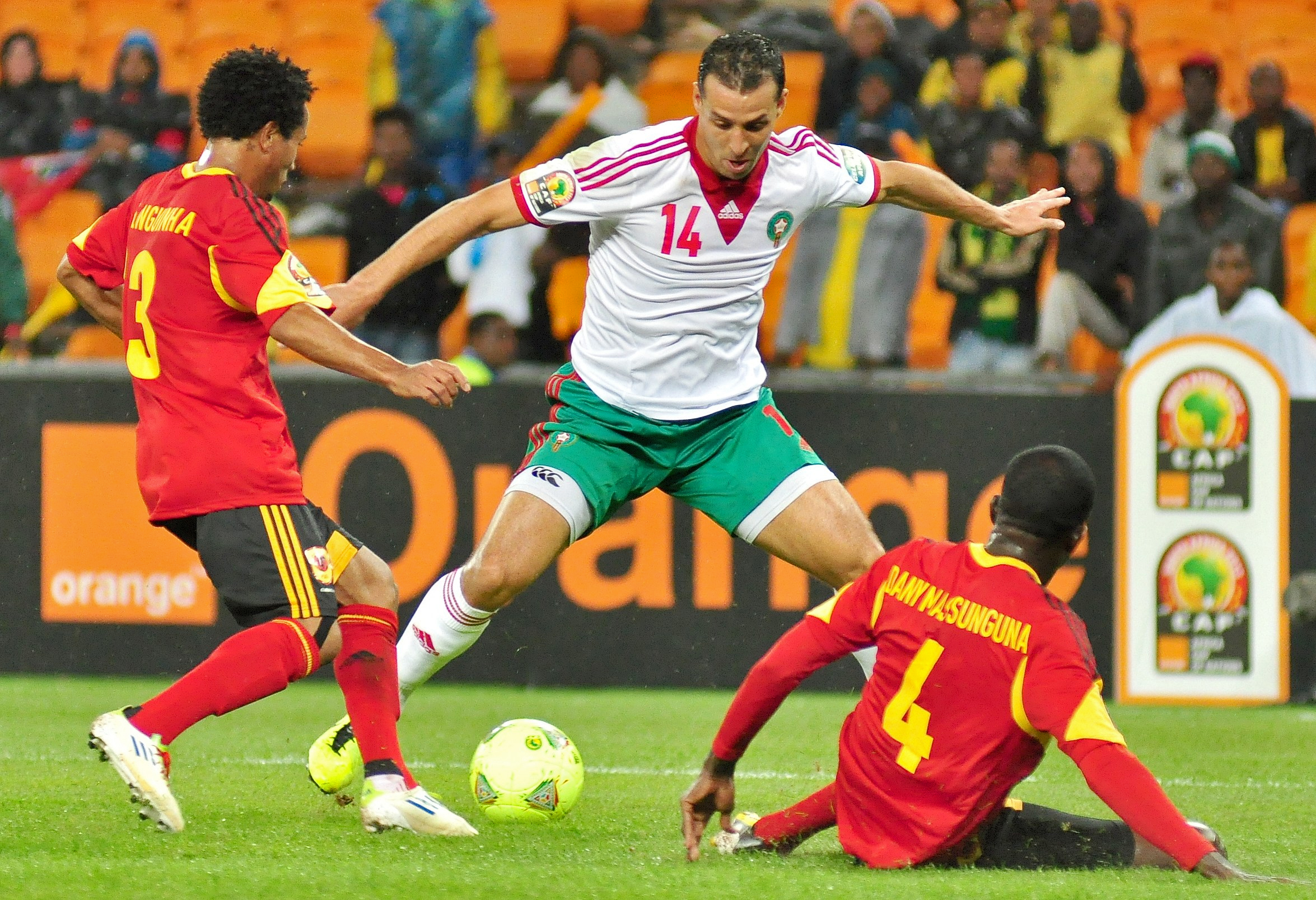
مباراة المغرب وأنغولا

| م | الفريق       | لعب | ف | ت | خ | أ.له | أ.ع | أ.ف | نقاط | التأهل             |
| - | ------------ | --- | - | - | - | ---- | --- | --- | ---- | ------------------ |
| 1 | جنوب إفريقيا | 3   | 1 | 2 | 0 | 4    | 2   | +2  | 5    | مرحلة خروج المغلوب |
| 2 | الرأس الأخضر | 3   | 1 | 2 | 0 | 3    | 2   | +1  | 5    | مرحلة خروج المغلوب |
| 3 | المغرب       | 3   | 0 | 3 | 0 | 3    | 3   | 0   | 3    |                    |
| 4 | أنغولا       | 3   | 0 | 1 | 2 | 1    | 4   | −3  | 1    |                    |

| جنوب إفريقيا | 0–0 | الرأس الأخضر |
| ------------ | --- | ------------ |
|              |     |              |

| أنغولا | 0–0 | المغرب |
| ------ | --- | ------ |
|        |     |        |

| جنوب إفريقيا                | 2–0 | أنغولا |
| --------------------------- | --- | ------ |
| - سانغويني 30' - ماجورو 62' |     |        |

| المغرب       | 1–1 | الرأس الأخضر  |
| ------------ | --- | ------------- |
| - العربي 78' |     | - بلاتيني 35' |

| المغرب                      | 2–2 | جنوب إفريقيا                  |
| --------------------------- | --- | ----------------------------- |
| - العدوة 10' - الحافيظي 82' |     | - ماهلانغو 71' - سانغويني 86' |

| الرأس الأخضر                | 2–1 | أنغولا             |
| --------------------------- | --- | ------------------ |
| - فاريلا 81' - هيلدون 90+1' |     | - ناندو 33' (ه.ذ.) |

### المجموعة باء
| م | الفريق                      | لعب | ف | ت | خ | أ.له | أ.ع | أ.ف | نقاط | التأهل             |
| - | --------------------------- | --- | - | - | - | ---- | --- | --- | ---- | ------------------ |
| 1 | غانا                        | 3   | 2 | 1 | 0 | 6    | 2   | +4  | 7    | مرحلة خروج المغلوب |
| 2 | مالي                        | 3   | 1 | 1 | 1 | 2    | 2   | 0   | 4    | مرحلة خروج المغلوب |
| 3 | جمهورية الكونغو الديمقراطية | 3   | 0 | 3 | 0 | 3    | 3   | 0   | 3    |                    |
| 4 | النيجر                      | 3   | 0 | 1 | 2 | 0    | 4   | −4  | 1    |                    |

| غانا                             | 2–2 | جمهورية الكونغو الديمقراطية      |
| -------------------------------- | --- | -------------------------------- |
| - أغيمانغ-بادو 40' - أسامواه 49' |     | - مبوتو 53' - مبوكاني 69' (ركل.) |

| مالي       | 1–0 | النيجر |
| ---------- | --- | ------ |
| - كيتا 84' |     |        |

| غانا                | 1–0 | مالي |
| ------------------- | --- | ---- |
| - واكاسو 38' (ركل.) |     |      |

| النيجر | 0–0 | جمهورية الكونغو الديمقراطية |
| ------ | --- | --------------------------- |
|        |     |                             |

| النيجر | 0–3 | غانا                           |
| ------ | --- | ------------------------------ |
|        |     | - جيان 6' - أتسو 23' - بوي 49' |

| جمهورية الكونغو الديمقراطية | 1–1 | مالي               |
| --------------------------- | --- | ------------------ |
| - مبوكاني 3' (ركل.)         |     | - ساماسا الأول 15' |

### المجموعة جيم
| م | الفريق       | لعب | ف | ت | خ | أ.له | أ.ع | أ.ف | نقاط | التأهل             |
| - | ------------ | --- | - | - | - | ---- | --- | --- | ---- | ------------------ |
| 1 | بوركينا فاسو | 3   | 1 | 2 | 0 | 5    | 1   | +4  | 5    | مرحلة خروج المغلوب |
| 2 | نيجيريا      | 3   | 1 | 2 | 0 | 4    | 2   | +2  | 5    | مرحلة خروج المغلوب |
| 3 | زامبيا       | 3   | 0 | 3 | 0 | 2    | 2   | 0   | 3    |                    |
| 4 | إثيوبيا      | 3   | 0 | 1 | 2 | 1    | 7   | −6  | 1    |                    |

| زامبيا          | 1–1 | إثيوبيا     |
| --------------- | --- | ----------- |
| - مبيسوما 45+3' |     | - غيرما 65' |

| نيجيريا       | 1–1 | بوركينا فاسو       |
| ------------- | --- | ------------------ |
| - إمينيكي 23' |     | - أل. تراوري 90+4' |

| زامبيا           | 1–1 | نيجيريا     |
| ---------------- | --- | ----------- |
| مويني 85' (ركل.) |     | إمينيكي 57' |

| بوركينا فاسو                                         | 4–0 | إثيوبيا |
| ---------------------------------------------------- | --- | ------- |
| - أل. تراوري 34'، 74' - ج. كوني 79' - بيترويبا 90+5' |     |         |

| بوركينا فاسو | 0–0 | زامبيا |
| ------------ | --- | ------ |
|              |     |        |

| إثيوبيا | 0–2 | نيجيريا                        |
| ------- | --- | ------------------------------ |
|         |     | - موزيس 80' (ركل.)، 90' (ركل.) |

### المجموعة دال

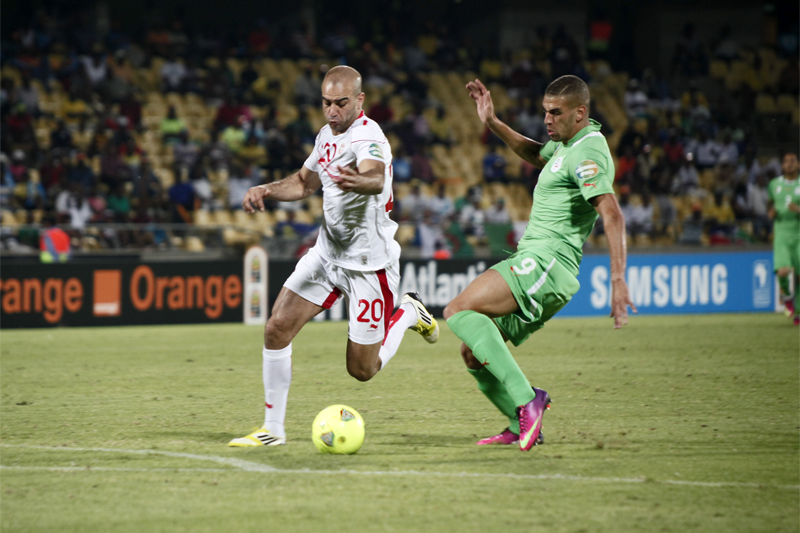
مباراة تونس والجزائر.

| م | الفريق     | لعب | ف | ت | خ | أ.له | أ.ع | أ.ف | نقاط | التأهل             |
| - | ---------- | --- | - | - | - | ---- | --- | --- | ---- | ------------------ |
| 1 | ساحل العاج | 3   | 2 | 1 | 0 | 7    | 3   | +4  | 7    | مرحلة خروج المغلوب |
| 2 | توغو       | 3   | 1 | 1 | 1 | 4    | 3   | +1  | 4    | مرحلة خروج المغلوب |
| 3 | تونس       | 3   | 1 | 1 | 1 | 2    | 4   | −2  | 4    |                    |
| 4 | الجزائر    | 3   | 0 | 1 | 2 | 2    | 5   | −3  | 1    |                    |

| ساحل العاج                  | 2–1 | توغو              |
| --------------------------- | --- | ----------------- |
| - ي. توريه 8' - جرفينيو 88' |     | - ج. آييتيه 45+2' |

| تونس             | 1–0 | الجزائر |
| ---------------- | --- | ------- |
| - المساكني 90+1' |     |         |

| ساحل العاج                               | 3–0 | تونس |
| ---------------------------------------- | --- | ---- |
| - جرفينيو 21' - توريه 87' - يا كونان 90' |     |      |

| الجزائر | 0–2 | توغو                         |
| ------- | --- | ---------------------------- |
|         |     | - أديبايور 31' - ووميه 90+5' |

| الجزائر                          | 2–2 | ساحل العاج              |
| -------------------------------- | --- | ----------------------- |
| - فيغولي 64' (ركل.) - سوداني 70' |     | - دروغبا 77' - بوني 81' |

| توغو         | 1–1 | تونس               |
| ------------ | --- | ------------------ |
| - غاكبيه 13' |     | المولهي 30' (ركل.) |

## مرحلة خروج المغلوب
في مراحل خروج المغلوب، إذا كانت المباراة متساوية في نهاية وقت اللعب العادي، يتم لعب وقت إضافي (فترتان من 15 دقيقة لكل منهما) ويتبعان، إذا لزم الأمر، بركلات الجزاء الترجيحية لتحديد الفائز، باستثناء مباراة المركز الثالث حيث لا يتم لعب وقت إضافي.

### القوس
|  | ربع النهائي              | ربع النهائي          |                          |       | نصف النهائي          | نصف النهائي          |  |  | النهائي | النهائي |
|  |                          |                      |                          |       |                      |                      |  |  |         |         |
|  | 2 فبراير – ديربان        |                      |                          |       |                      |                      |  |  |         |         |
|  |                          |                      |                          |       |                      |                      |  |  |         |         |
|  | جنوب إفريقيا             | 1 (1)                |                          |       |                      |                      |  |  |         |         |
|  | جنوب إفريقيا             | 1 (1)                | 6 فبراير – ديربان        |       |                      |                      |  |  |         |         |
|  | مالي (ج.)                | 1 (3)                |                          |       |                      |                      |  |  |         |         |
|  | مالي (ج.)                | 1 (3)                | مالي                     | 1     |                      |                      |  |  |         |         |
|  | 3 فبراير – روستنبرغ      |                      | مالي                     | 1     |                      |                      |  |  |         |         |
|  |                          | نيجيريا              | 4                        |       |                      |                      |  |  |         |         |
|  | ساحل العاج               | نيجيريا              | 4                        | 1     |                      |                      |  |  |         |         |
|  | ساحل العاج               |                      | 10 فبراير – جوهانسبرغ    | 1     |                      |                      |  |  |         |         |
|  | نيجيريا                  | 2                    |                          |       |                      |                      |  |  |         |         |
|  | نيجيريا                  | 2                    | نيجيريا                  | 1     |                      |                      |  |  |         |         |
|  | 3 فبراير – نيلسبرويت     |                      | نيجيريا                  | 1     |                      |                      |  |  |         |         |
|  |                          | بوركينا فاسو         | 0                        |       |                      |                      |  |  |         |         |
|  | بوركينا فاسو (ب.و.إ.)    | بوركينا فاسو         | 0                        | 1     |                      |                      |  |  |         |         |
|  | بوركينا فاسو (ب.و.إ.)    | 6 فبراير – نيلسبرويت |                          | 1     |                      |                      |  |  |         |         |
|  | توغو                     | 0                    |                          |       |                      |                      |  |  |         |         |
|  | توغو                     | 0                    | بوركينا فاسو (ج.)        | 1 (3) |                      |                      |  |  |         |         |
|  | 2 فبراير – بورت إليزابيث |                      | بوركينا فاسو (ج.)        | 1 (3) |                      |                      |  |  |         |         |
|  |                          | غانا                 | 1 (2)                    |       | مباراة المركز الثالث | مباراة المركز الثالث |  |  |         |         |
|  | غانا                     | غانا                 | 1 (2)                    | 2     | مباراة المركز الثالث | مباراة المركز الثالث |  |  |         |         |
|  | غانا                     |                      | 9 فبراير – بورت إليزابيث | 2     |                      |                      |  |  |         |         |
|  | الرأس الأخضر             | 0                    |                          |       |                      |                      |  |  |         |         |
|  | الرأس الأخضر             | 0                    | مالي                     | 3     |                      |                      |  |  |         |         |
|  |                          |                      |                          |       |                      |                      |  |  |         |         |
|  | غانا                     | 1                    |                          |       |                      |                      |  |  |         |         |
|  | غانا                     | 1                    |                          |       |                      |                      |  |  |         |         |

### ربع النهائي
| غانا                       | 2–0 | الرأس الأخضر |
| -------------------------- | --- | ------------ |
| - واكاسو 54' (ركل.)، 90+5' |     |              |

| جنوب إفريقيا                             | 1–1 (ب.و.إ.) | مالي                             |
| ---------------------------------------- | ------------ | -------------------------------- |
| - رانتي 31'                              |              | - كيتا 58'                       |
| ركلات الترجيح                            |              |                                  |
| - تشابالالا - فورمان - ماهلانغو - ماجورو | 1–3          | - دياباتي - تامبورا - ما. تراوري |

| ساحل العاج  | 1–2 | نيجيريا                 |
| ----------- | --- | ----------------------- |
| - تيوتي 50' |     | - إمينيكي 43' - مبا 78' |

| بوركينا فاسو    | 1–0 (ب.و.إ.) | توغو |
| --------------- | ------------ | ---- |
| - بيترويبا 105' |              |      |

### نصف النهائي
| مالي           | 1–4 | نيجيريا                                             |
| -------------- | --- | --------------------------------------------------- |
| - ش. ديارا 75' |     | - إتشيجيلي 25' - إيديي 30' - إمينيكي 44' - موسى 60' |

| بوركينا فاسو                             | 1–1 (ب.و.إ.) | غانا                                          |
| ---------------------------------------- | ------------ | --------------------------------------------- |
| - بانسي 60'                              |              | واكاسو 13' (ركل.)                             |
| ركلات الترجيح                            |              |                                               |
| - ب. كوني - ه. تراوري - كوليبالي - بانسي | 3–2          | - فورساه - أتسو - أفول - كلوتي - أغيمانغ-بادو |

### مباراة المركز الثالث
| مالي                                         | 3–1 | غانا          |
| -------------------------------------------- | --- | ------------- |
| - ما. ساماسا 21' - كيتا 48' - س. ديارا 90+4' |     | - أسامواه 82' |

### النهائي
| نيجيريا   | 1–0 | بوركينا فاسو |
| --------- | --- | ------------ |
| - مبا 40' |     |              |

## الفائز

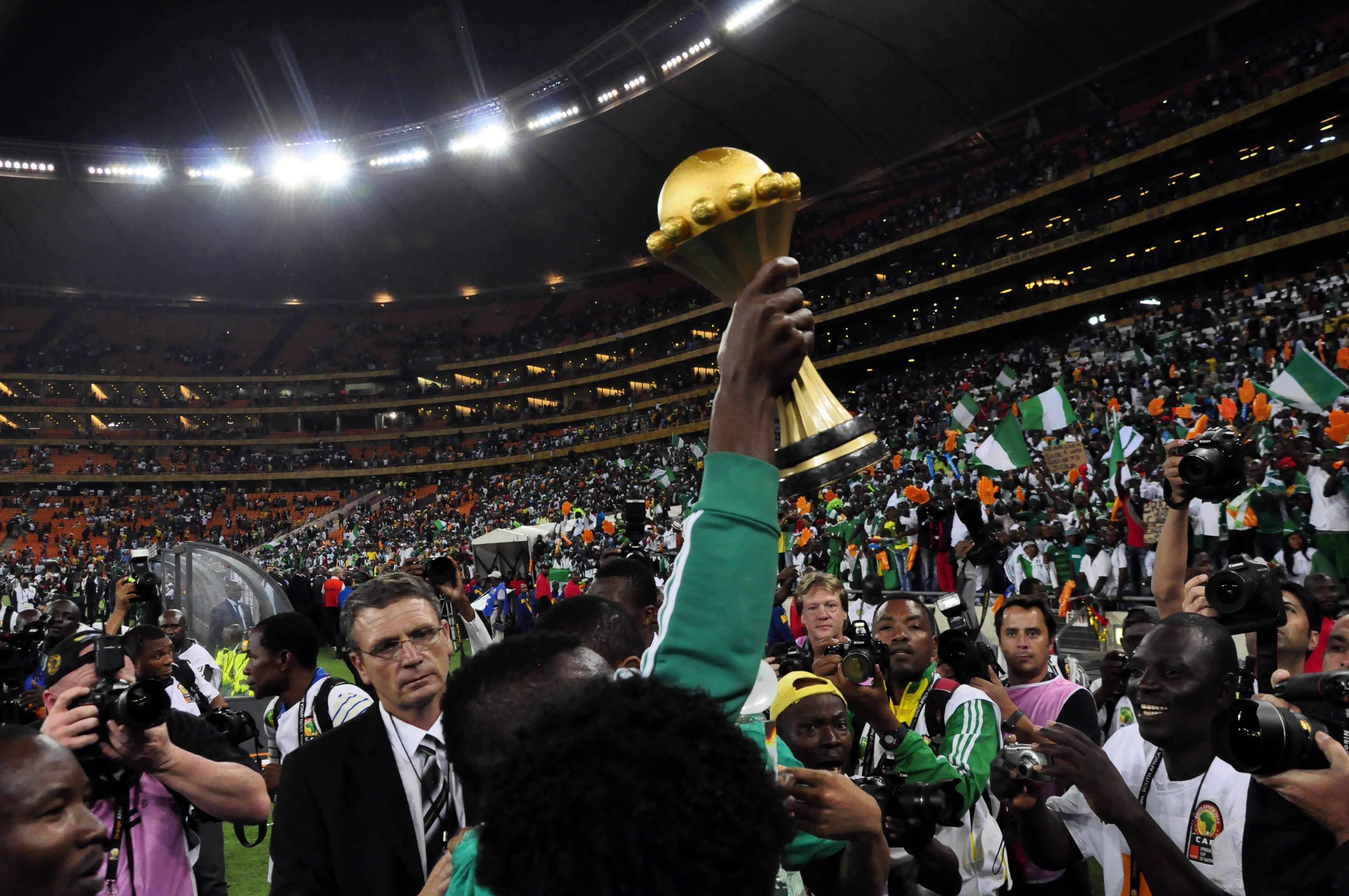
حفل تتويج المنتخب النيجيري بالكأس.

| بطل كأس الأمم الأفريقية 2013 |
| ---------------------------- |
| · نيجيريا · للمرة الثالثة    |

## الهدافين
عدد الأهداف المُسجلة  69 هدفًا  في 32 مباراة، بمتوسط 2.16 هدفًا في المباراة الواحدة.
4 أهداف
- إيمانويل إمينيكي
- مبارك واكاسو

3 أهداف
- ألان تراوري
- سيدو كيتا

هدفان
- جوناتان بيترويبا
- ديوميرسي مبوكاني
- كوادو أسامواه
- جرفينيو
- يحيى توريه
- مامادو ساماسا
- صانداي مبا
- فيكتور موسيس
- سيابونغا سانغويني

هدف
- سفيان فيغولي
- العربي هلال سوداني
- أريستيد بانسي
- جاكاريدجا كوني
- لويس كارلوس ألمادا سواريس
- هيلدون راموس
- فرناندو لوبيز دوس سانتوس فاريلا
- تريسور مبوتو
- أداني غيرما
- إيمانويل أغيمانغ بادو
- كريستيان أتسو
- جون بوي
- أسامواه جيان
- ويلفريد بوني
- ديدييه دروغبا
- شيخ تيوتي
- ديدييه يا كونان
- شيخ فانتامادي ديارا
- سيغاماري ديارا
- عصام العدوة
- يوسف العربي
- عبد الإله الحافيظي
- إلدرسون إتشيجيلي
- براون إيديي
- أحمد موسى
- ماي ماهلانغو
- ليهلوهونولو ماجورو
- توكيلو رانتي
- إيمانويل أديبايور
- جوناتان آييتيه
- سيرج غاكبيه
- دوفيه ووميه
- خالد المولهي
- يوسف المساكني
- كولينز مبيسوما
- كينيدي مويني

هدف ذاتي
- ناندو ماريا نيفيز (ضد أنغولا)

### الترتيب النهائي
| مركز                  | فريق                        | المجموعة | لعب | ف | ت | خ | نقاط | أ.له | أ.ع | ف.أ |
| --------------------- | --------------------------- | -------- | --- | - | - | - | ---- | ---- | --- | --- |
| 1                     | نيجيريا                     | ج        | 6   | 4 | 2 | 0 | 14   | 11   | 4   | +7  |
| 2                     | بوركينا فاسو                | ج        | 6   | 2 | 3 | 1 | 9    | 7    | 3   | +4  |
| 3                     | مالي                        | ب        | 6   | 2 | 2 | 2 | 8    | 7    | 8   | -1  |
| 4                     | غانا                        | ب        | 6   | 3 | 2 | 1 | 11   | 10   | 6   | +4  |
| خروج من دور الثمانية  |                             |          |     |   |   |   |      |      |     |     |
| 5                     | جنوب إفريقيا                | أ        | 4   | 1 | 3 | 0 | 6    | 5    | 3   | +2  |
| 6                     | ساحل العاج                  | د        | 4   | 2 | 1 | 1 | 7    | 8    | 5   | +3  |
| 7                     | توغو                        | د        | 4   | 1 | 1 | 2 | 4    | 4    | 4   | 0   |
| 8                     | الرأس الأخضر                | أ        | 4   | 1 | 2 | 1 | 5    | 3    | 4   | -1  |
| خروج من دور المجموعات |                             |          |     |   |   |   |      |      |     |     |
| 9                     | تونس                        | د        | 3   | 1 | 1 | 1 | 4    | 2    | 4   | -2  |
| 10                    | المغرب                      | أ        | 3   | 0 | 3 | 0 | 3    | 3    | 3   | 0   |
| 11                    | جمهورية الكونغو الديمقراطية | ب        | 3   | 0 | 3 | 0 | 3    | 3    | 3   | 0   |
| 12                    | زامبيا                      | ج        | 3   | 0 | 3 | 0 | 3    | 2    | 2   | 0   |
| 13                    | الجزائر                     | د        | 3   | 0 | 1 | 2 | 1    | 2    | 5   | -3  |
| 14                    | أنغولا                      | أ        | 3   | 0 | 1 | 2 | 1    | 1    | 4   | -3  |
| 15                    | النيجر                      | ب        | 3   | 0 | 1 | 2 | 1    | 0    | 4   | -4  |
| 16                    | إثيوبيا                     | ج        | 3   | 0 | 1 | 2 | 1    | 1    | 7   | -6  |